# Bouillé-Courdault
Bouillé-Courdault település Franciaországban, Vendée megyében. Lakosainak száma 595 fő (2022. január 1.). Bouillé-Courdault Benet, Liez, Saint-Pierre-le-Vieux és Rives-d’Autise községekkel határos.

## Népesség
A település népességének változása:
| Lakosok száma | 523  | 571  | 593  | 599  | 598  | 595  | 593  | 591  | 595  |
|               | 2013 | 2015 | 2016 | 2017 | 2018 | 2019 | 2020 | 2021 | 2022 |